# Expérience de neutrinos de Daya Bay

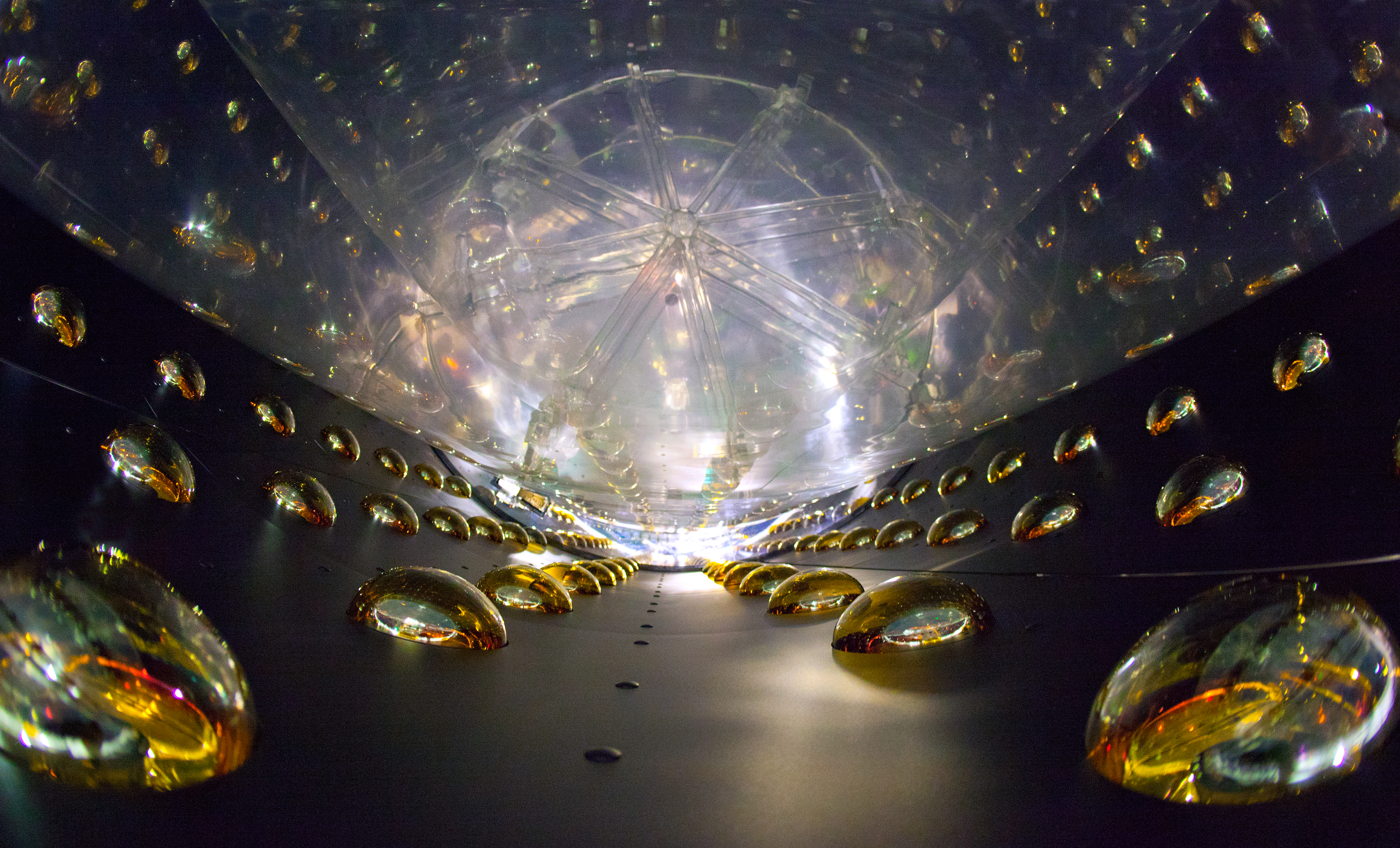
Un des réacteurs de Daya Bay.

L’expérience de physique des neutrinos Daya Bay est un projet international de physique des particules. La collaboration internationale inclut des chercheurs de Chine, des États-Unis d'Amérique, de Taïwan et de République Tchèque.
Elle est située dans la baie de Daya, à 52 km au nord de Hong Kong et à 45 km à l'est de Shenzhen.

## Oscillations des neutrinos
Cette expérience étudie les oscillations des neutrinos et est conçue pour mesure l'angle de mélange θ13 de la matrice PMNS. Elle utilise des antineutrinos produits par les réacteurs des centrales nucléaires de Daya Bay et de Ling Ao. Les physiciens s'intéressent également de savoir si les neutrinos violent la symétrie CP.
Le 8 mars 2012, la Collaboration Daya Bay a annoncé,, la découverte que θ13 ≠ 0 à un niveau de confiance de 5,2σ, avec
{\displaystyle \sin ^{2}(2\theta _{13})=0.092\pm 0.016\,\mathrm {(stat)} \pm 0.005\,\mathrm {(syst)} .}
Ce résultat important comble la dernière lacune concernant les paramètres d'oscillations directes des neutrinos. La grandeur relative de θ13 permet d'envisager des expériences à moyen terme pour tester la violation de CP dans le secteur leptonique. Elle est cohérente avec les résultats des expériences précédentes, T2K, MINOS et Double Chooz.